# 廖茶先生媽廟
24°50′07″N 120°59′50″E / 24.835230°N 120.997320°E
廖茶先生媽廟，是位於臺灣新竹縣竹北市新國里、豆子埔溪旁的廖茶姑娘廟。

## 沿革
當地新國里里長吳茂雄表示此地早年有一個名為「飯店坡」的古地名，民眾在此地挖出大批比漢人大的遺骨，就集中埋於竹北豆子埔溪旁的樹旁，並安放石塊以供日後辨識。新國里為道卡斯族竹塹社的領域，並建有采田福地。
先民傳說溪旁此墓的大樹不能傷害，曾有地主有意加以闢整並移做他用，當砍樹時，地主家人竟毫無來由的得了重病，醫師都無法把病治好，最後到墓冢前燒香請罪，才不藥而癒，因此墓與樹才能保存下來。二十世紀初時，人們在墳墓邊磊石堆成一座小陰廟。原先廟宇沒有名字，因相傳附近人家遇到一些病痛，或小孩發生莫名驚嚇時，只要備些供品祭拜，就不藥而癒，經口耳相傳後，這座廟遂被大家稱為「先生媽」，後來二十世紀末期有人說先生媽託夢說自己叫「廖茶」，並要求信眾集資修廟，因此有今日規模。

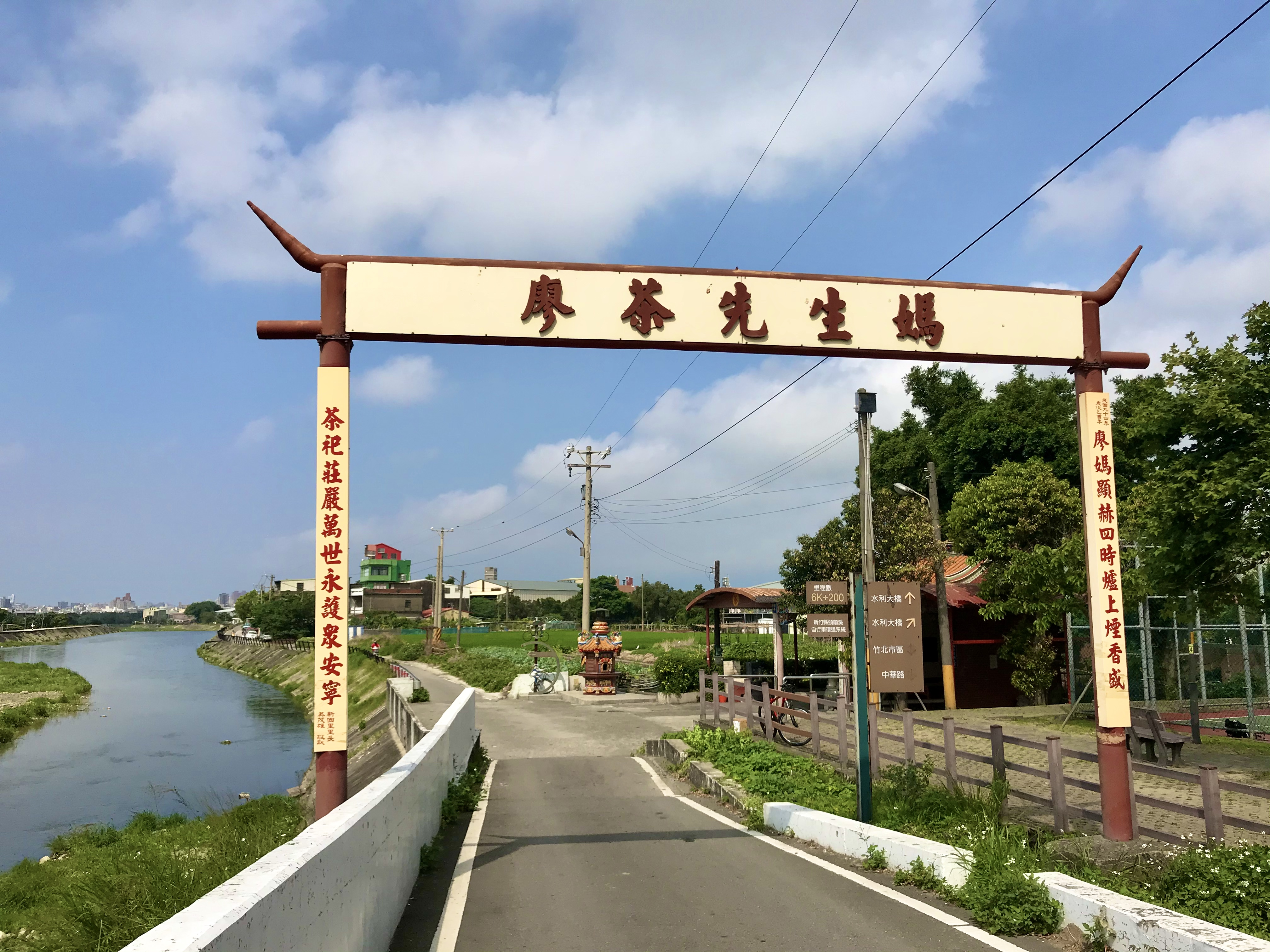
豆子埔溪與廖茶先生媽廟牌樓

今廟位在豆子埔溪社崙橋旁、華興街與新溪街交接處。　

## 主神
竹北耆老相傳，廖茶是一位四處行醫的漢人，在滿清時竹北不安寧，有一天有地方惡霸欺凌鄉民時，廖茶及時出現，以高超的武功擊敗惡霸。事後廖茶在地方鄉親的挽留下定居，懸壺濟世，還傳授武術保鄉衛國、力興水利、造橋鋪路，久而久之居民便在廖茶去世後以農曆十月十六日為祭祀日。至於廟旁的枯骨尊稱作「兵將爺」，視為當年拜在廖茶門下的鄉勇、子弟兵。
以廖茶為主神的姑娘廟在雲林縣西螺鎮茄苳仔廖茶姑廟、南投縣魚池鄉廖茶姑廟、彰化縣二林鎮廖茶姑五媽廟皆有，草屯陳府將軍廟則以其作為配祀神。